# Aiginai Philiszkosz
Aiginai Philiszkosz (görögül: Φιλίσκος) Kr. e. 4. század) görög filozófus.
Aiginából származott, Szinópéi Diogenész tanítványa volt. A Szuda-lexikon szerint Nagy Sándor tanítója volt és dialógusokat írt, amelyek azonban elvesztek.